# 무인지대

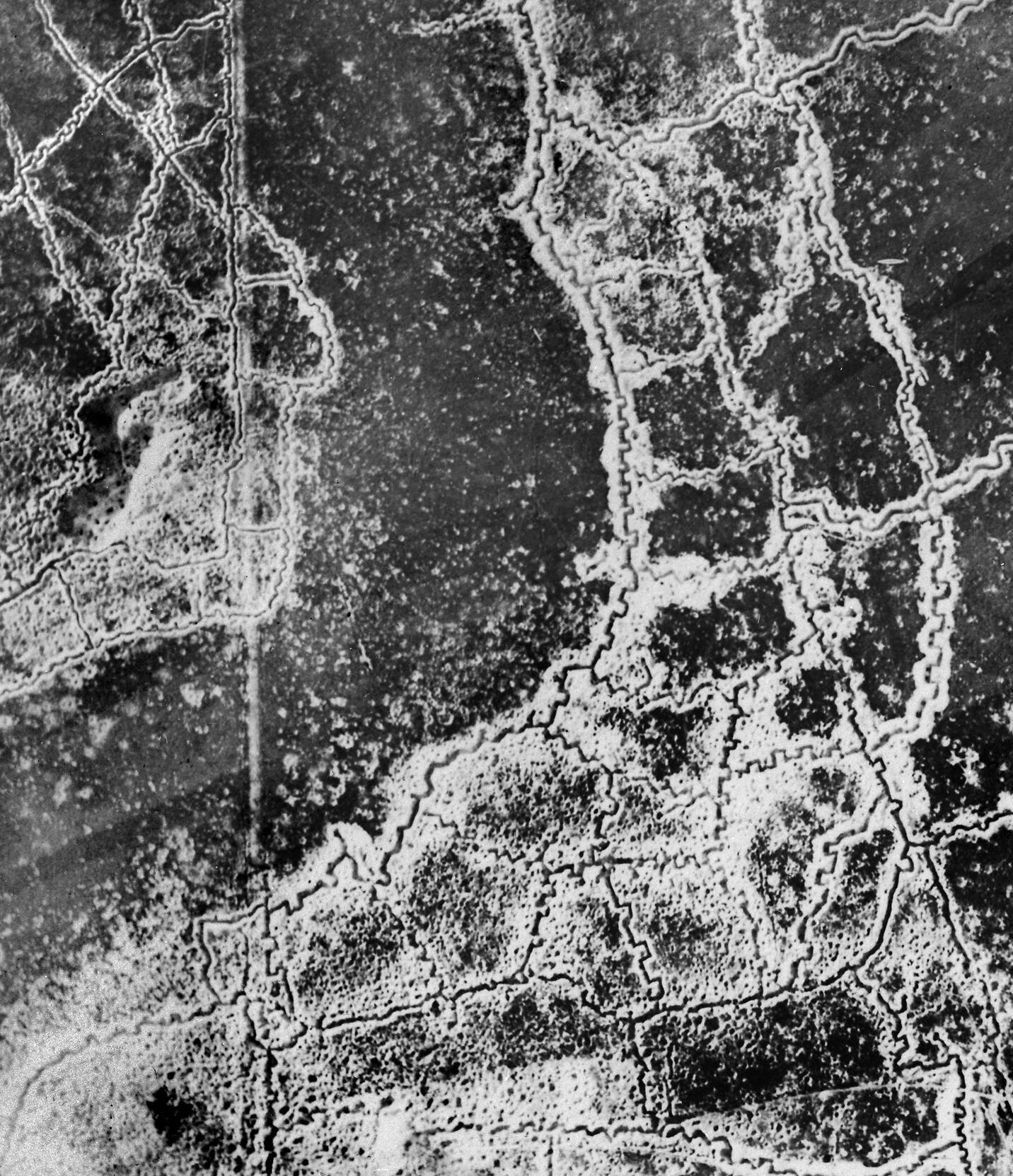
제1차 세계 대전 중 무인지대를 촬영한 항공사진

무인지대(無人地帶, no man's land)는 점유되지 않거나 공포 혹은 불확실성 때문에 분쟁 중에 있는 곳을 일컫는다. 이 용어는 원래 분쟁 지역 혹은 버려진 지역을 일컫는 말이었으나 제1차 세계 대전 후에 참호전을 하는 상호 적대 세력 사이의 지역을 일컫게 됐는데 두 세력들 중 아무도 땅을 차지하는 과정 중 적의 공격을 받게 될 두려움 때문에 건너가거나 장악하지 않았다.

## 제1차 세계 대전

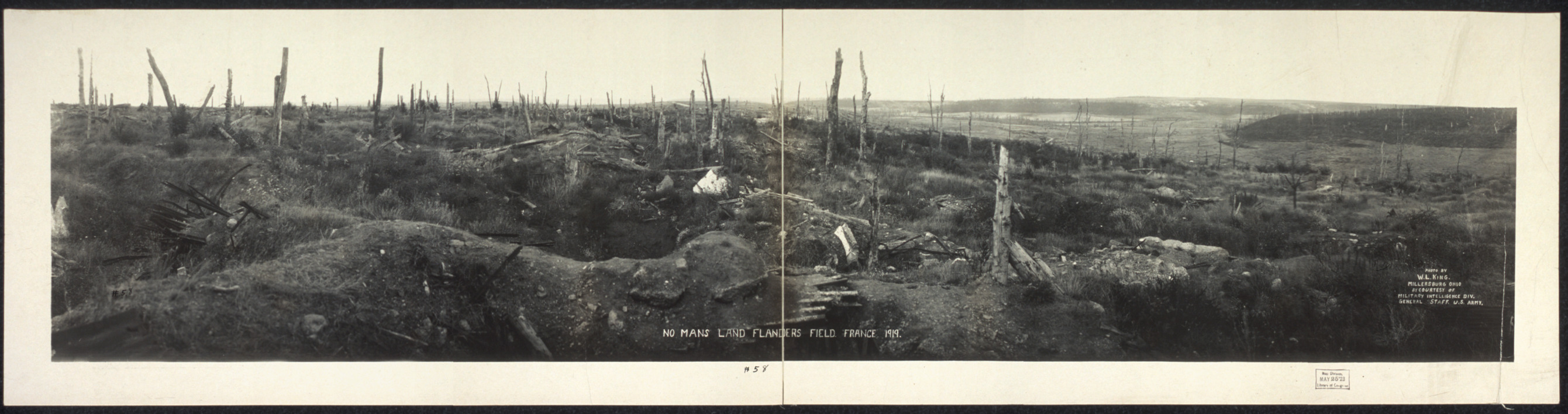
플랑드르의 무인지대(1919년)

영국은 정규군이 제1차 세계 대전 발발 직후인 1914년 8월 프랑스에 상륙했을 때 무인지대라는 용어를 널리 쓰지 않았다. 전쟁 발발 시 참호 사이 땅을 일컫는 말로 주로 '참호 사이'라는 표현을 썼다. 무인지대라는 표현은 어네스트 스윈튼이 처음 썼다. 그는 1914년 바다로의 경주와 관련해 이 용어를 썼다. 크리스마스 정전 이후 더 널리 쓰였고 공식 문서, 신문 등에 더 등장했다.
제1차 세계 대전에서 무인지대는 10야드보다 좁은 곳도 있었고 수백 야드에 걸친 곳도 있었다. 기관총, 박격포, 포병, 소총수로 강력히 무장된 곳은 철책선, 급조지뢰, 시체, 폭발, 화염으로 채워졌었다. 전투로 황폐화됐고 포때문에 구덩이가 생겼다. 양쪽 참호로부터의 공격에 개방됐었고 진격이 어려웠다. 이러한 무인지대는 전차를 비롯한 신무기들에 의해 무력화 될 때까지 전형적인 전장의 모습으로 남았다.
제1차 세계 대전 무인지대의 영향은 베르됭을 비롯한 곳들에 남아 있다. 아직 불발탄이 묻혀있고 비소, 염소, 포스젠에 오염되어 있는 이곳은 존 루주라 불리는데 여전히 민간인 출입이 통제되어 있다.

## 같이 보기
- 비르타윌
- DMZ
- 구룡성채